# Lucio Antonio Oro
Lucio Antonio Oro (Francisco Beltrão, 19 aprile 1977) è un allenatore di pallavolo ed ex pallavolista brasiliano naturalizzato italiano, di ruolo schiacciatore-opposto.

## Carriera da giocatore

### In Sud America
Nato in Brasile, dopo aver iniziato con la pallavolo nella sua città natale Francisco Beltrão, si trasferisce a Londrina e per tre anni rappresenta la città in tutte le competizioni giovanili. Esordisce in Superliga a soli 19 anni nella squadra della città di Maringà e dopo due stagioni cambia squadra per giocare a São Caetano do Sul, São Paulo. In queste prime apparizioni riesce a conquistare la fiducia prima del CT della Nazionale Pre-Juniores e successivamente quello della Nazionale Juniores con le quali vincerà un oro nel campionato sudamericano Pre-Juniores nel 1994, un oro nel campionato sudamericano Juniores nel 1996 e un argento nel Mondiale Juniores del 1997. Dopo tre esperienze nel massimo campionato brasiliano si trasferisce in Argentina, in altrettanti tre anni conquista due semifinali e una finale nel massimo campionato locale.

### In Italia
Sbarca in Italia nell'estate 2002, precisamente a Cagliari. In Sardegna forma assieme a Picky Soto forse la migliore coppia di stranieri in quegli anni in A2. Rimane solamente due anni nell'isola ma la conquista delle semifinali play off per due stagioni consecutive lo fa diventare idolo dei tifosi della pallavolo sarda.
Dal 2004 incomincia il suo pellegrinaggio in giro per l'Italia: la prima tappa è a Castelnuovo del Garda, poi sempre in Serie A2 con Corigliano, anche se qua rimane praticamente inattivo per tutta la stagione a causa di un serio infortunio che comunque non gli impedisce l'anno successivo nel 2006-2007 di tentare la prima avventura in Serie A1 nella corazzata Cuneo.
Seguiranno altre squadre di spessore di A2 come la Tonno Callipo Vibo Valentia con la quale vince il campionato e conquista la promozione in serie A1 e la M. Roma Volley. Chiude la sua carriera in Serie A a Isernia collezionando in totale 221 presenze, 123 vittorie e un bottino di 2881 punti.
Nel 2010 infatti fa una scelta di vita e torna al Cagliari Volley, con l'obiettivo di riportare la "sua" squadra in Serie A2. Dopo due anni dal suo ritorno a causa di un nuovo grave infortunio lascia per una stagione la pallavolo, ripartendo solo nel 2013 in Serie B2 con Sarroch, vicino a Cagliari. Dopo l'esperienza con Sarroch si ritira e decide di proseguire la carriera da allenatore già iniziata prima al Cagliari e poi con i gialloblù nei rispettivi settori giovanili.

## Carriera da allenatore
Dopo aver allenato per quattro anni nei settori giovanili in Sardegna, nel 2016 riceve la chiamata per diventare l'assistente allenatore di Roberto Serniotti al Berlin Recycling Volleys. La stagione si rivela un successo, il club vince la Bundesliga e fa un brillante percorso nella CEV Champions League, culminato con la partecipazione alla Final Four di Roma nell'aprile 2017. Nella stagione successiva segue Serniotti all'Asseco Resovia in Polonia. A dicembre l'esonero di Serniotti non gli preclude di continuare nella carica di assistente allenatore, iniziando la collaborazione stavolta al fianco di Andrzej Kowal concludendo la stagione al sesto posto in Plusliga. Riconfermato per la stagione 2018-2019, lascia la squadra dopo l'esonero di Kowal nel novembre 2018. Nella stagione 2019-2020 ritorna a Berlino come vice di Cédric Énard. La squadra vince la Supercoppa tedesca e la Coppa di Germania ed era al primo posto in Campionato ma la pandemia di COVID-19 ha costretto la federazione tedesca alla sospensione definitiva del torneo.
Nelle stagioni 2020-21 e 2021-2022 Berlino conquista la Supercoppa tedesca e la Bundesliga. Nella stagione 2022-2023, il Berlin Recycling Volleys conquista la tripletta in Germania, Supercoppa, Coppa di Germania e la Bundesliga. Lucio Antonio Oro lascia Berlino a fine stagione con un bottino di 4 scudetti, 4 Supercoppa di Germania e 2 Coppa di Germania, oltre ad essere arrivato sempre tra le 8 migliori squadre d'Europa CEV Champions League. Stagione 2023-2024 ancora sotto contratto decide di lasciare Berlino per intraprendere la carriera da headcoach. Da capo allenatore alla guida della squadra austriaca Zadruga Aich Dob vince la Coppa d'Austria e le medaglie di bronze al campionato Mevza e al Campionato Austriaco nella stagione 2023/24 e  le medaglie di argento alla Supercoppa e Coppa d'Austria e il bronzo nel Campionato Austriaco nella stagione 2024/25. 

## Palmarès da giocatore
- Campionato sudamericano Pre - Juniores 1994
- Campionato sudamericano Juniores: 1996
- Campionato mondiale Juniores: 1997